# Brandon Rodd
Brandon Edward Kaina Rodd (Honolulu, 1º novembre 1985) è un giocatore di football americano statunitense che è attualmente free agent.

## Carriera professionistica
Stagione 2008
Preso dai Buffalo Bills dai rookie non selezionati, ha chiuso la stagione senza giocare una partita.
Stagione 2009
Il 30 settembre ha firmato per la squadra delle riserve degli Oakland Raiders. È stato svincolato il 4 novembre. Per poi rifirmare con essa l'8 dicembre.
L'8 gennaio 2010 ha firmato un contratto come futura riserva.
Stagione 2010
Il 4 settembre viene tagliato dai Raiders.

## Vittorie e premi
Nessuno.